# Rinspeed zaZen
La Rinspeed zaZen è una concept car basata sulla Porsche 911 Carrera S costruita dalla Rinspeed, in collaborazione con Bayer e presentata per la prima volta al Salone dell'automobile di Ginevra nel 2006.

## Contesto
Il design della vettura è molto originale. Alcune particolarità sono: i sedili realizzati in plastica arancione e simil vetro, la luce di stop olografica, che si proietta nella parte inferiore del lunotto e i cerchoni arancioni. Molto originale è anche la verniciatura della carrozzeria, realizzata con milioni di cristalli Swarovski, coperti da poliuretano. In alcune parti della carrozzeria è stato inserito il logo Bayer.
Ma le innovazioni più singolari sono il tetto in makrolone, policarbonato realizzato da Bayer, la cui trasparenza può essere regolata tramite un pulsante; e la possibilità di cambiare il colore degli interni, rendendo la zaZen una vettura futuristica, innovativa e unica.
Il motore è lo stesso della 911 Carrera S, un sei cilindri boxer da 355 CV. Può accelerare da 0 a 100 km/h in 4,8 secondi e raggiungere una velocità massima di 293 km/h.
Nonostante derivi da una Porsche, la fanaleria, soprattutto quella anteriore, ricorda molto quella della Ferrari 612 Scaglietti.